# Souverain
Pour les articles homonymes, voir Souverain (homonymie).
Le mot souverain est emprunté à l'ancien français soverain, qui dérive lui-même du latin superānus (qui signifie « au-dessus »). C'est un titre qui peut être attribué à des personnes très diverses.
Les rôles d'un souverain varient du monarque ou chef d'État au chef d'une municipalité ou même d'un ordre de chevalerie. De ce fait, le mot « souverain » s'utilise plutôt aujourd'hui pour l'indépendance ou l'autonomie de quelque chose.[réf. nécessaire]